# Euphthiracarus inopinatus
Euphthiracarus inopinatus är en kvalsterart som först beskrevs av Wojciech Niedbała 1993.  Euphthiracarus inopinatus ingår i släktet Euphthiracarus och familjen Euphthiracaridae. Inga underarter finns listade i Catalogue of Life.